# Cynoscion
Cynoscion – rodzaj ryb okoniokształtnych z rodziny kulbinowatych.

## Klasyfikacja
Gatunki zaliczane do tego rodzaju:
| - Cynoscion acoupa - Cynoscion albus - Cynoscion analis - kulbiniec peruwiański - Cynoscion arenarius - Cynoscion guatucupa - Cynoscion jamaicensis - Cynoscion leiarchus - Cynoscion microlepidotus - Cynoscion nannus - Cynoscion nebulosus - kulbiniec plamisty - Cynoscion nortoni - Cynoscion nothus - Cynoscion othonopterus | - Cynoscion parvipinnis - Cynoscion phoxocephalus - Cynoscion praedatorius - Cynoscion regalis - kulbiniec szary - Cynoscion reticulatus - Cynoscion similis - Cynoscion squamipinnis - Cynoscion steindachneri - kulbiniec drobnozębny - Cynoscion stolzmanni - Cynoscion striatus - Cynoscion virescens - Cynoscion xanthulus |

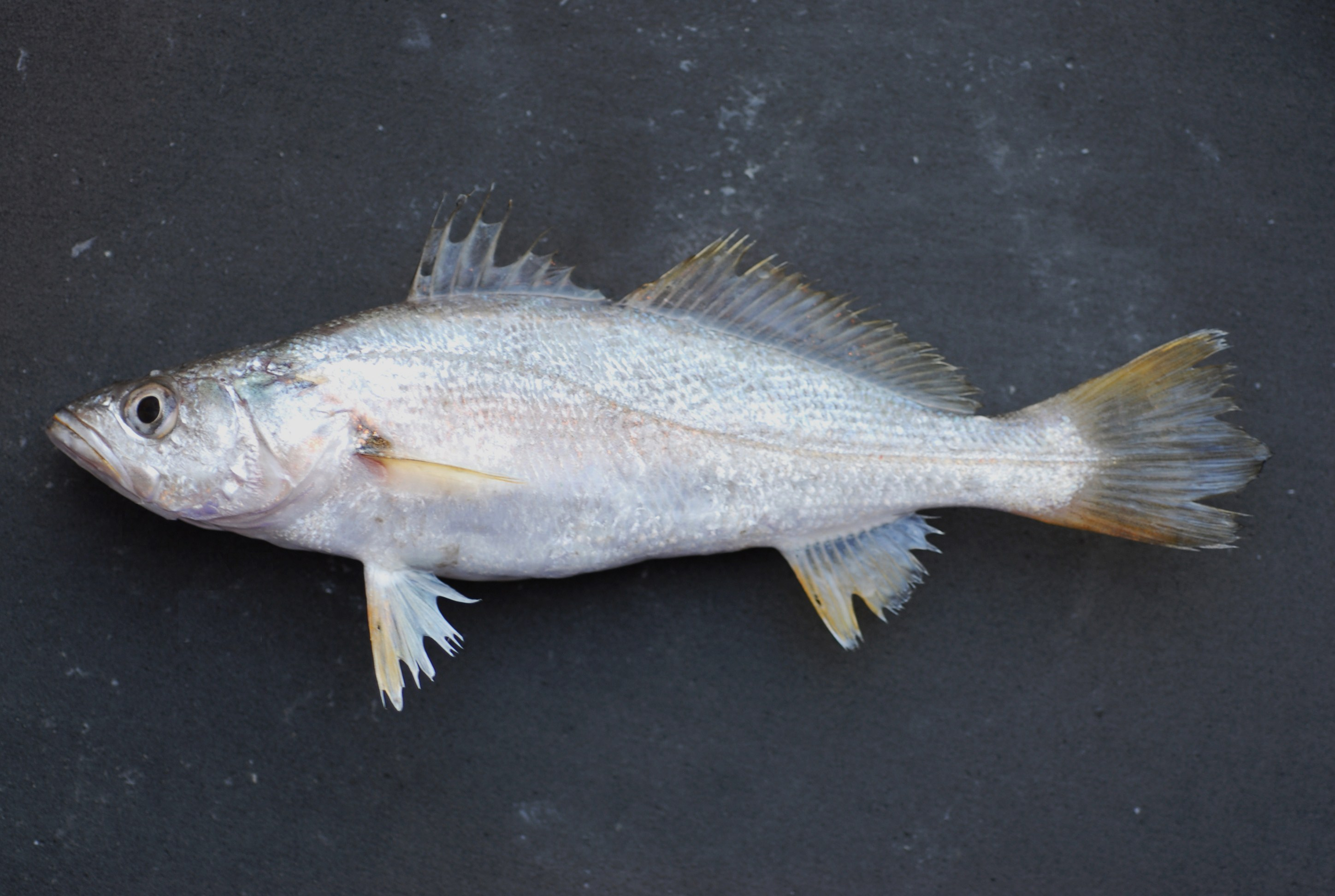
Cynoscion arenarius
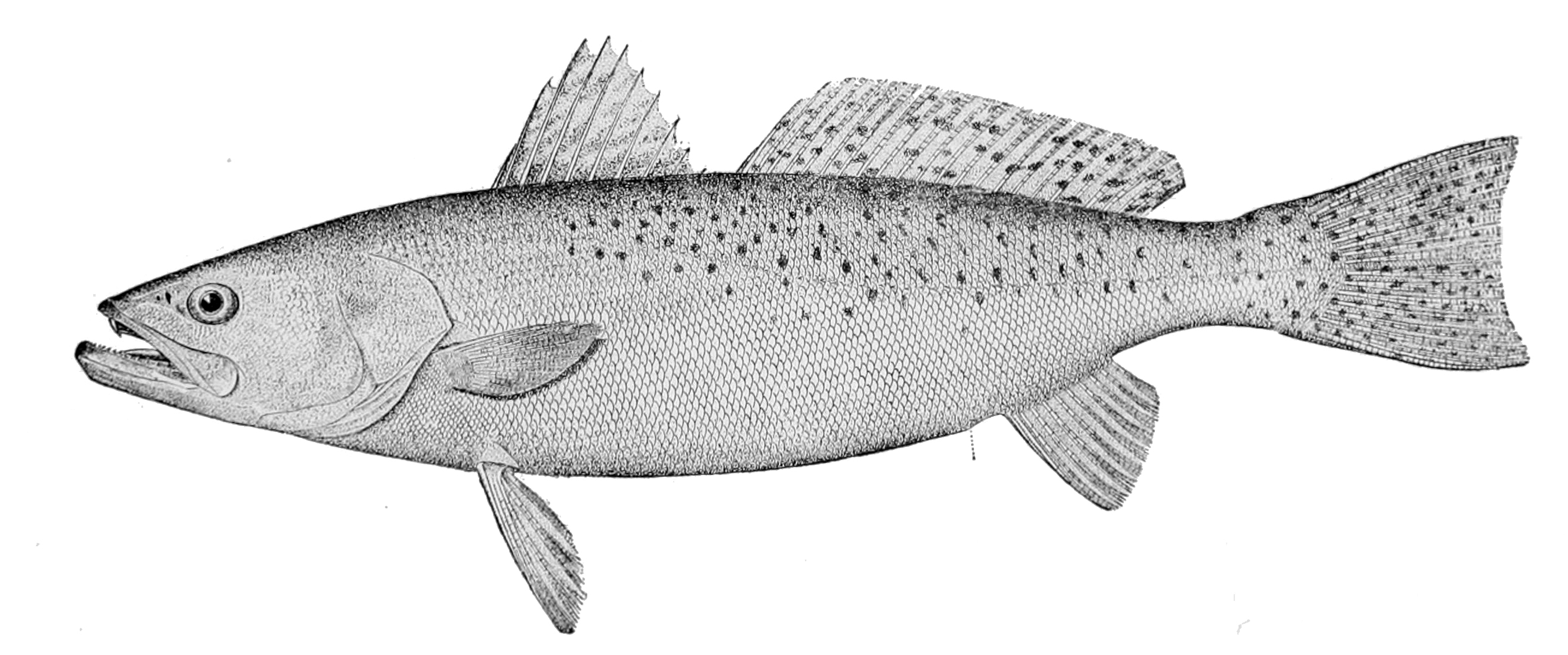
Cynoscion nebulosus
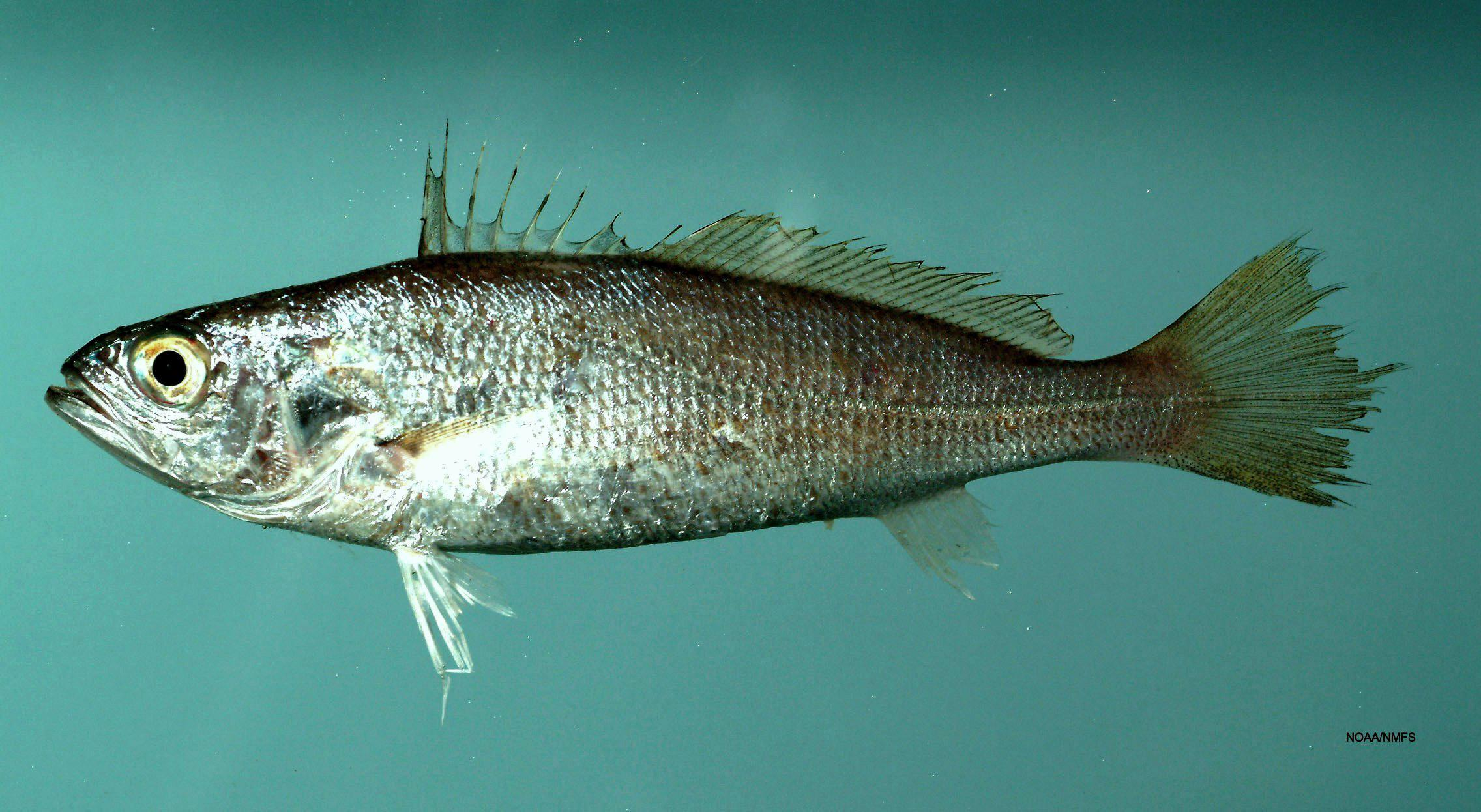
Cynoscion nothus
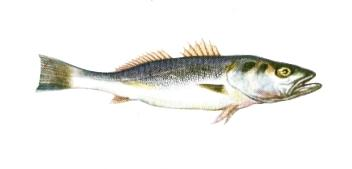
Cynoscion striatus